# سی‌اف‌ای‌وی گلندین (وای‌تی‌بی ۶۴۰)
سی‌اف‌ای‌وی گلندین (وای‌تی‌بی ۶۴۰) (به انگلیسی: CFAV Glendyne (YTB 640)) یک کشتی است که طول آن ۲۸٫۹۵ متر (۹۵ فوت ۰ اینچ) می‌باشد. این کشتی در سال ۱۹۷۵ ساخته شد.